# Sula (obec)
Sula [ˈsʉ̀ːɽɑ]IPA je ostrovní obec v norském kraji Møre a Romsdal. Správním sídlem je Langevåg. Obec leží na stejnojmenném ostrově v tradiční oblasti Sunnmøre.

## Geografie
Na severu přes Hessafjorden a Borgundfjorden sousedí s Ålesundem, na východě je od ålesundských ostrovů Humla, Tørla a Oksenøya oddělen úžinami, na jihu přes Storfjorden sousedí s obcí Ørsta, na jihozápadě přes Sulafjorden s obcí Hareid a na severozápadě přes Breisundet s obcí Giske. Z celkové rozlohy obce 122,97 km² připadá na pevninu 58,51 km². V kraji Møre a Romsdal patří podle rozlohy k nejmenším obcím. Správní sídlo Langevåg je vzdáleno od centra Ålesundu zhruba 4 km vzdušnou čarou a 28 km po pozemních komunikacích. V Langevågu žije zhruba polovina obyvatel. Hustě osídlené jsou však také vesnice Mauseidvåg, Solavågen a Fiskarstrand.

### Přírodní poměry
Severní pobřeží ostrova Sula je členité, doprovázené u správního sídla Langevåg četnými menšími ostrovy. Nejvyšším místem je Vardane (Tverrfjellet) se 776,68 metru nad mořem v Sulafjellet. Do ostrova se noří několik zálivů: Veddevika, Storevalen apod.

## Historie
Až do roku 1968 byla Sula součástí obce Borgund, kromě malé části na jihozápadě, která do roku 1958 patřila k obci Hareid. První pokusy stát se samostatnou obcí se objevily v novinách Sunnmørsposten již v roce 1919. V té době měla Sula asi polovinu obyvatel Borgund herad, jak se tehdy nazývala. Návrh nikam nevedl. Když se však Borgund a Ålesund v roce 1968 spojily, boj se rozhořel znovu. Obyvatelé a politici na ostrově Sula se obávali, že se ostrov stane okrajovou částí nové velké obce Ålesund. Od sloučení s Ålesundem až do roku 1977 probíhala vášnivá debata. O oddělení se diskutovalo několikrát. Když norský parlament v roce 1976 rozhodl, že by Sula měla být od Ålesundu oddělena, bitva definitivně skončila.

## Průmysl
Obec byla dříve významnou rybářskou a zemědělskou obcí. Po řadu let byla stěžejním podnikem textilní továrna O.A. Devolds Sønner, která byla založena v Langevågu v roce 1868 a existovala až do roku 1988. Dnes je zde dobře zastoupeno několik průmyslových odvětví, včetně nábytkářského, textilního, loďařského, dopravního a zpracovatelského.

## Doprava
Evropská silnice E39 prochází východní částí obce a s ålesundským ostrovem Oksenøya je spojen mostem Vegsundbrua. S dalšími dvěma obcemi je Sula spojena trajekty.

## Osobnosti
- Ole Andreas Devold (1829–1892), tkadlec a průmyslník
- Anton L. Alvestad (1883–1956), starosta (Ap) a radní v Ålesundu, poslanec 1922–1936 a 1950–1957
- Inga Lovise Tusvik (1914–1992), rektorka a poslankyně (V) 1965–1969
- Olga Marie Mikalsen (1915–2006), zpěvačka
- Magne Lerheim (1929–1994), politik (V) a ředitel Bergenské univerzity
- Jens Arne Molvær (1940–), hudebník
- Oddbjørn Øien (1940–), podnikatel a hudebník
- Tor-Johan Ekeland (1949–), psycholog a profesor
- Stein Erik Tafjord (1953–) a Runar Tafjord (1957–), hudebníci
- Helge Førde a Jarle Førde (1956–), Jan Magne Førde (1962), hudebníci
- Nils Petter Molvær (1960–), hudebník
- Harald Devold (1964–2016), hudebník
- Gry Molvær (1970–), novinářka a televizní moderátora (NRK)
- Annbjørg Lien (1971–), hudebnice
- Kåre Nymark (1974–), trumpetista a kapelník
- Hild Sofie Tafjord (1974–), hudebnice
- Siril Malmedal Hauge (1992–), hudebnice a kapelnice
- Robert Post (1979–), hudebník
- Tricia Boutté (1968–), americká jazzová zpěvačka
- Lena Nymark (1980–), jazzová hudebnice
- Jostein Håland (1973–), norský mistr v discgolfu (2015), izraelský mistr v discgolfu (2018)